# Primera Iglesia Presbiteriana (Coldwater)
La Primera Iglesia Presbiteriana (en inglés, First Presbyterian Church) es una iglesia histórica en 52 Marshall Street en la ciudad de Coldwater, en el estado de Míchigan (Estados Unidos). Construido entre 1866 y 1869, es un sitio histórico del estado de Míchigan (MSHS) y está incluido en el Registro Nacional de Lugares Históricos.

## Historia
La Primera Iglesia Presbiteriana se organizó en 1837, el año en que Coldwater se incorporó como pueblo. El grupo no tuvo instalaciones permanentes hasta la construcción de su primera iglesia en 1844. La construcción de la estructura histórica actual comenzó en 1866 y finalizó en 1869. John C. Bennett se desempeñó como contratista y el edificio costó 40 104 dólares. En el momento de su construcción, la iglesia tenía la mayor capacidad de asientos de cualquier edificio en Coldwater, por lo que a menudo se usaba como auditorio público. Los oradores notables incluyeron Sojourner Truth en 1877 y Elizabeth Cady Stanton.
Desde 1958 hasta 1959, se construyó una adición de dos pisos para una función educativa. El edificio fue designado Sitio Histórico del Estado de Míchigan el 15 de junio de 1979. Se incluyó en el Registro Nacional de Lugares Históricos el 31 de julio de 1986 y se erigió un marcador informativo MSHS el 27 de abril de 1987. El campanario fue reconstruido en 2004, financiado por donaciones de la comunidad.

## Arquitectura
La iglesia fue diseñada en neorrománico y es la iglesia más grande de este tipo en el condado de Branch. El edificio de ladrillo rojo es rectangular con techo a dos aguas y una torre saliente alineada con el centro del edificio. Un marcapiano de arenisca divide el sótano en gran parte sobre el suelo del santuario. El campanario, que mide 56 m de altura, es un hito importante en Coldwater y es uno de los más altos en el sur de Míchigan. Está cubierto con tejas blancas y cuenta con dos juegos de buhardillas angostas también a dos aguas. El campanario alberga una campana fabricada en 1853 por Meneely Bell Foundry de West Troy. En 1868 se instalaron los vitrales multicolor elaborados por la empresa de Chicago George A. Misch and Brothers.